# Giovanni Francesco Salvemini da Castiglione
Pour les articles homonymes, voir Salvemini.

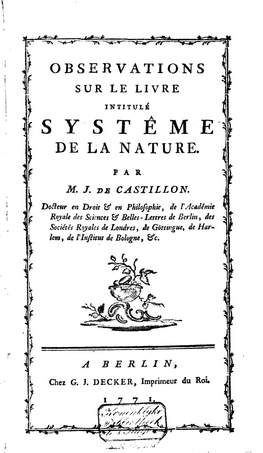
Castillon: Observations sur le livre intitulé Systême de la nature (1771)

Giovanni Francesco Salvemini da Castiglione (1708-1791) est un mathématicien, géomètre et homme de lettres italien.

## Biographie
Giovanni Francesco Salvemini da Castiglione est né le 15 janvier 1708 à Castiglione, en Toscane — d'où son nom — et mort le 11 octobre 1791  à Berlin, Allemagne.
Docteur de l’université de Pise, il passa en Suisse avant d’être nommé, en 1751, professeur de philosophie et de mathématiques à Utrecht. Appelé en Prusse par Frédéric Il, celui-ci le fit professeur à son école d’artillerie et bientôt après directeur de la classe de mathématiques de l’Académie de Berlin.
Il publia, en 1757 une traduction en français des Éléments de physique de Locke ; en 1761, une édition de l’Arithmétique universelle de Newton avec commentaires ; en 1774, la Vie d'Apollonius de Tyane de Philostrate, avec les commentaires de C. Blount.
Castiglione est connu dans la science comme ayant le premier trouvé une solution au fameux « problème de Cramer-Castillon » : « Inscrire, dans un cercle donné, un triangle dont les côtés (ou leurs supports) passent par trois points donnés. ». Ce problème n’avait été résolu par Pappus que dans le cas où les points donnés étaient en ligne droite. La solution de Castiglione se trouve dans les Mémoires de l’Académie de Berlin (1776) : ce même problème a depuis occupé Lagrange, Euler, Carnot, qui en ont donné de nouvelles solutions ; Giordano di Oltaiano, Lhuilier, Brianchon, Gergonne, Servais, Rochat et enfin le général Poncelet ont successivement étendu la question à un polygone d’un nombre quelconque de côtés, puis substitué une conique au cercle.
On a aussi de lui aussi des ouvrages purement littéraires.
Il a publié une réponse au Discours sur l’inégalité de Rousseau.
Il a également donné quinze articles de mathématiques au Supplément à l'Encyclopédie. Son fils, Frédéric de Castillon, a également contribué à ce Supplément.

## Œuvres
Parmi ses ouvrages on peut citer : 
- Discours sur l'origine de l'inégalité parmi les hommes (contre le Discours de Rousseau), 1756
- Vie d'Apollonius de Tyane, par Philostrate, traduit de l'anglais, 1774
- Académiques de Cicéron, traduites en français avec des notes et les commentaires de Pedro de Valencia, 1779, 2 volumes.

## Sources
Cet article comprend des extraits du Dictionnaire Bouillet. Il est possible de supprimer cette indication, si le texte reflète le savoir actuel sur ce thème, si les sources sont citées, s'il satisfait aux exigences linguistiques actuelles et s'il ne contient pas de propos qui vont à l'encontre des règles de neutralité de Wikipédia.
- Maximilien Marie, Histoire des sciences mathématiques et physiques, t. VIII, Paris, Gauthier-Villars, 1886, p. 120-121.